# Antonio Bosio
Antonio Bosio (okolo r. 1575 nebo 1576 – 1629) byl italský učenec, první systematický badatel koncentrující se na podzemní Říma ("Kolumbus katakomb"), autor díla Roma Sotterranea a první městský jeskyňář.

## Životopis
Antonio Bosio se narodil na Maltě.
Jako chlapec byl poslán ke svému strýci, který byl zástupcem Svatého stolce  u Maltézských rytířů, studoval literaturu, filozofii a právo, ale ve věku osmnácti let se vzdal právnické kariéry. Odešel do Říma a zbytek svého života věnoval archeologické práci v katakombách v Římě.
Náhodný objev v starobylého podzemního hřbitova na Via Salaria v roce 1578 vzbudil v Římě všeobecnou pozornost. Málokdo si uvědomil význam objevu,  s výjimkou tří zahraničních vědců, jejichž jména byla: Alfonso Chacon , antikvář Philips van Winghe (1560-1592) z Leuven a Jean L'Heureux (alias Macarius), nikdo vážně nepomýšlel na další bádání.  Bosio začal se systematickým průzkumem podzemí Říma a stal se tak předchůdcem vědy o křesťanské archeologii, inspirací pro Giovanniho Battistu de Rossi. Mladý badatel si uvědomil, že raná křesťanská literatura jako acta mučedníků a městské účetnictví účty nabízely návod pro lokalizaci katakomb; představu o obrovském rozsahu jeho studia dokládají dva velké folio svazky jeho rukopisných poznámek v  knihovně Vallicelliana v Římě, z nichž každá obsahuje asi tisíc stránek.
Vědecké práce Antonia Bosia představovaly pouze polovinu výsledků jeho práce; poté, co se shromáždil všechna možná data údaje vztahující se  k umístění katakomb na jedné velké římské silnici vedoucí z Říma, Bosio se vydal na uvedená místa a pečlivě zkoumal povrch v naději, že objeví zapomenuté schodiště nabízející přístup, nebo otvory pro osvětlení podzemních galerií a hřbitovů. Měl smysl pro pokládání otázek místním rolníkům. Poté sestoupil do podzemních galerií a zahájit jejich průzkum. Úzké chodby ho vedly z jedné řady galerií do dalších. Léta mohla plynout aniž by byl nalezeny nové vstupy. 
Tato životní práce  Bosia vešla ve známost až po zveřejnění jeho Roma Sotterranea (1632) tři roky po jeho smrti. Folio svazek byl vydán pod záštitou Maltézských rytířů, za editace Oratoriana Severano a pod záštitou kardinála Francesca Barberiniho. Latinský překlad, který se objevil v roce 1651, zaházel s původním textem volně. Bosiova Roma Sotterranea je věnována výhradně popisu hřbitovů s cílem zjistit vše, co bylo možné, o historii každého hřbitova, podle toho, co bylo známo o jménu ve starověku, kdo byli zakladatelé, kteří mučedníci a slavní křesťané tam byli pohřbeni. U mnoha z jeho závěrů bylo  v moderní době zjištěno, že byly chybné, ale Bosiova metoda je uznávána jako vědecká přes nedostatky, které tato věda na svém počátku vykazovala. Rytiny, které doprovázely vydání, se v moderní archeologii využívají jen málo.
Nešťastným výsledkem této publikace bylo, že po uvedení míst byly katakomby pročesány a zbaveny všeho co mohlo mít na trhu nějakou hodnotu. I když mnoho informací o stavu katakomb, jejich nápisy a fresky byly na počátku 17. století zachovány v Bosiových pracích, mnoho bylo ztraceno díky publikování. Některé z katakomb popsaných Bosioem již byly zničeny pozdější výstavbou.
Plný název Bosiovy skvělé práce je Roma Sotterranea, opera postuma di Antonio Bosio Romano, antiquario ecclesiastico singolare de' suoi tempi. Compita, disposta, et accresciuta dal M. R. P. Giovanni Severani da S. Severino (Řím, 1632).
Antonio Bosio zemřel v Římě v roce 1629.